# 凯撒施图尔山区福格茨堡
凯撒施图尔山区福格茨堡（德語：Vogtsburg im Kaiserstuhl，發音：[ˈfoːktsbʊʁk ʔɪm ˈkaɪzɐʃtuːl]），通称福格茨堡（德語：Vogtsburg，發音：[ˈfoːktsbʊʁk] ⓘ），是德国巴登-符腾堡州弗赖堡行政区布赖斯高-上黑林山县的城市，面积37.36平方千米，2023年12月31日人口为6,218人。